# Sylvilagus
Sylvilagus, de katoenstaartkonijnen, is een geslacht van zoogdieren uit de familie van de Leporidae (Hazen en konijnen). Katoenstaartkonijnen leven in de Nieuwe Wereld.

## Soorten
Er worden 30 soorten in dit geslacht geplaatst:
- Sylvilagus andinus (J. A. Allen, 1912)
- Sylvilagus apollinaris O. Thomas, 1920
- Sylvilagus aquaticus (Bachman, 1837) – Waterkonijn
- Sylvilagus audubonii (Baird, 1858) – Woestijnkatoenstaartkonijn
- Sylvilagus bachmani (Waterhouse, 1839) – Californisch konijn
- Sylvilagus brasiliensis (Linnaeus, 1758) – Braziliaans konijn
- Sylvilagus cunicularius (Waterhouse, 1848)
- Sylvilagus daulensis J. A. Allen, 1914
- Sylvilagus dicei (Harris, 1932) – Dices katoenstaartkonijn
- Sylvilagus floridanus (J.A. Allen, 1890) – Floridakonijn
- Sylvilagus fulvescens J. A. Allen, 1912
- Sylvilagus gabbi (J. A. Allen, 1877)
- Sylvilagus graysoni (J.A. Allen, 1877) – Tres Maríaskatoenstaart
- Sylvilagus holzneri (Mearns, 1896)
- Sylvilagus hondurensis E. A. Goldman, 1932
- Sylvilagus idahoensis (Merriam, 1891) – Dwergkonijn
- Sylvilagus incitatus (Bangs, 1901)
- Sylvilagus insonus (Nelson, 1904) – Omiltemikatoenstaartkonijn
- Sylvilagus nicefori O. Thomas, 1921
- Sylvilagus nuttallii (Bachman, 1837) – Bergkatoenstaartkonijn
- Sylvilagus obscurus (Chapman, Cramer, Dippenaar & Robinson, 1992) – Appalachenkatoenstaart
- Sylvilagus palustris (Bachman, 1837) – Moeraskonijn
- Sylvilagus parentum Ruedas, 2017
- Sylvilagus salentus J. A. Allen, 1913
- Sylvilagus sanctaemartae Hershkovitz, 1950
- Sylvilagus surdaster O. Thomas, 1901
- Sylvilagus tapetillus O. Thomas, 1897
- Sylvilagus transitionalis (Bangs, 1895) – New-Englandkatoenstaart
- Sylvilagus varynaensis (Durant & Guevara, 2001)
- Sylvilagus yucatanicus (G. S. Miller, 1899)